# Salvio-Gambit
Das Salvio-Gambit ist im Schachspiel eine Variante des Königsgambits. Die Züge sind
1. e2–e4 e7–e5

2. f2–f4 e5xf4

3. Sg1–f3 g7–g5

4. Lf1–c4 g5–g4

5. Sf3–e5
Der Springer war angegriffen und zieht nach e5 wo er gemeinsam mit dem Läufer auf c4 den Bauern f7 angreift. Der Springerzug erlaubt jedoch ...Dd8–h4+ wonach die Initiative auf Schwarz übergeht.
Der deutsche Philosoph und Psychologe Franz Brentano, ein Neffe der Schriftsteller Clemens Brentano und Bettina von Arnim, schlug als Antwort den Zug 5. … d7–d5 vor.
Sofortiges 5. … Sg8–h6 verteidigt f7 und lässt Weiß Zeit für 6. 0–0 oder 6. Se5xg4? Sh6xg4 7. Dd1xg4 d7–d5! (Abzugsangriff auf Läufer c4 und Dame g4) 8. Dg4xf4 d5xc4 9. Df4–e5+ Lc8–e6 10. De5xh8 und Weiß hat zwar einen Turm erobert für den geopferten Läufer, aber Schwarz hat nun die Initiative und eine Gewinnstellung: 10. … Dd8–h4+!
Der letzte weiße Zug erlaubt das Damenschach auf h4, weswegen die meisten Fortsetzungen mit 5. … Dd8–h4+ 6. Ke1–f1 beginnen, womit die Initiative an Schwarz übergeht:
- Silberschmidt-Gambit 6. … Sg8–h6 7. d2–d4 f4–f3, welches nach dem Schachspieler Hirsch Silberschmidt benannt ist.
- Herzfeld-Gambit 6. … Sb8–c6, benannt nach Sebastian Herzfeld. Erstmals wurde das Herzfeld-Gambit 1882 gegen Wilhelm Steinitz in Wien gespielt. 
 Nun ist nur das Nehmen mit dem Läufer vertretbar: 7. Lc4xf7+ Ke8–e7 8. Se5xc6+ d7xc6 9. Lf7–b3. 
 7. Se5xf7 Lf8–c5 8. Dd1–e1 g4–g3 9. Sf7xh8 Lc5–f2 mit der Idee Sf6–g4 ist zu langsam für Weiß.
- Cochrane-Gambit 6. … f3, was als beste Fortsetzung für Schwarz gilt.[2] 7. d2–d4! (7. g2xf3 Sg8–f6!) 7. … Sg8–f6 8. Sb1–c3 Sb8–c6. In einer Partie Zukertort-Adolf Anderssen folgte 9. Lc4xf7+ Ke8–d8
- 6. … Sg8–f6?! 7. Lc4xf7+![3]